# I'll Be There (bài hát của The Escape Club)
"I'll Be There" là một bài hát của ban nhạc pop rock người Anh The Escape Club, phát hành năm 1991, là đĩa đơn thứ hai trong album thứ ba của họ là Dollars and Sex. Đây cũng là một bản hit lọt vào top 10, đạt vị trí thứ 8 trên bảng xếp hạng Billboard Hot 100.

## Xếp hạng
| Năm  | Bảng xếp hạng          | Vị trí |
| ---- | ---------------------- | ------ |
| 1991 | U.S. Billboard Hot 100 | 8      |

### Xếp hạng cuối năm
| Bảng xếp hạng cuối năm (1991) | Vị trí |
| ----------------------------- | ------ |
| U.S. Billboard Hot 100        | 65     |